# Marcello Giombini
Marcello Giombini (Roma, 8 luglio 1928 – Assisi, 12 dicembre 2003) è stato un compositore e organista italiano.
Si affermò negli anni sessanta e settanta, quale artefice della corrente del rinnovamento nel campo della musica religiosa, soprattutto per quanto concerne l'àmbito liturgico.
Ha inoltre composto numerose colonne sonore di film, con predilezione per il genere dello "spaghetti western", ed è stato un pioniere in Italia della musica elettronica.

## Biografia
Da giovane è stato organista nelle chiese di Roma ed ha condotto attività di musicologo. Fino agli anni cinquanta è stato direttore del coro dell'Accademia Filarmonica Romana e dell'Orchestra sinfonica di Roma. È stato inoltre compositore di musica sinfonica (eseguita anche dalle orchestre Rai) ed ha collaborato alla collana discografica Storia della musica italiana, edita dalla RCA Italiana, come direttore d'orchestra per diversi brani di musica rinascimentale.
All'inizio degli anni sessanta comincia a dedicarsi alle colonne sonore per film, attività che prosegue fino agli anni ottanta con oltre cento colonne sonore. Sono maggiormente conosciute quelle di vari western all'italiana (il ciclo Sabata, Ballata per un pistolero, di Tomboy - I misteri del sesso nel 1977, e di alcuni film horror come Antropophagus). In questa attività, come pure nel firmare qualche brano di musica leggera, adotta talvolta gli pseudonimi Pluto Kennedy o Marcus Griffin.
Le composizioni più innovative, creative e sentite del maestro Giombini riguardano la musica liturgica. Nei primi anni collabora con lui Giuseppe Scoponi, quale autore dei testi.
Dopo l'esordio nel 1965, rappresentato dal 45 giri di musica leggera Non uccidere, interpretato dal complesso I Barrittas, Giombini compone La Messa dei Giovani (nota come la "messa beat" per antonomasia), per voci, chitarre, basso, tastiere e percussioni, ovvero secondo i canoni tipici della musica beat. Vennero per l'occasione reclutati, oltre a I Barrittas, i complessi Angel and the Brains e The Bumpers, che interpretarono la messa beat per la prima volta a Roma, presso l'Aula Borrominiana dell'Oratorio dei Filippini alla Vallicella, il 27 aprile del 1966 davanti ad un folto pubblico e con ampia risonanza sui mass media.
La Messa dei giovani rappresentò non una semplice novità o un fatto di costume, ma una svolta, destinata a contrassegnare profondamente la musica liturgica, sulla scia delle aperture al nuovo volute dal Concilio Ecumenico Vaticano II, con l'avviata Riforma liturgica. Accanto al canto gregoriano, allora predominante, ed agli autori legati alla polifonia sacra o alla tradizione, si aprì infatti negli anni successivi un nuovo capitolo, denominato Rinnovamento, che coinvolse e coinvolge tuttora molti compositori musicali.
Ancora oggi buona parte dei canti dell'assemblea durante le celebrazioni liturgiche sono così ascrivibili al repertorio musicale del Rinnovamento, nel quale le composizioni di Giombini continuano a mantenere evidente collocazione, con brani quali Quando busserò (esequie), ma anche Vieni Gesù resta con noi (tempo di Natale, meglio nota col titolo Dio si è fatto come noi), Questa famiglia, Canto la tua gloria, Quando cammino, Il Signore è la luce, Io ti offro, Siamo arrivati.
L'autore ha acquisito una certa notorietà anche all'estero. In particolare taluni suoi brani sono ancora oggi cantati nelle chiese dei paesi di lingua spagnola.
Nel campo della musica religiosa le composizioni del maestro Giombini superano il numero di trecento, fra cui i fondamentali 150 Salmi per il nostro tempo (iniziati nel 1968 e terminati nel 1972), dei quali ha curato anche i testi, traendo ovviamente spunto dal messaggio biblico. Il repertorio religioso giombiniano è stato in larghissima parte interpretato ed inciso su disco dal complesso Clan Alleluia. Mentre nelle prime canzoni (interpretate dal complesso Gli Alleluia), si avverte pienamente lo stile proprio della musica beat, in seguito il sound evolverà verso la musica progressive, con frequenti richiami non solo a sonorità jazz, etno, spiritual, gospel songs e della musica elettronica, ma anche al canto religioso tradizionale. Giovanni Vianini, fra i maggiori cultori ed esperti in Italia di canto gregoriano e di canto ambrosiano, ha riproposto il salmo Il Signore è la luce nell'LP La Settimana Santa (Rusty Records RRS 30229), assieme ai più bei canti della tradizione.
Giombini è inoltre conosciuto dai cultori della musica elettronica per computer, quale uno dei primi compositori ed esecutori in Italia sul pionieristico Commodore 64, negli anni '70 e '80.
Fuori dall'ambito musicale, Giombini si è interessato anche di numerologia. È autore di una curiosa serie di 31 volumetti (dedicati a ciascun giorno del mese), pubblicati nel 2002, nei quali descrive la personalità e il destino nel numero del giorno natale. Nel 1958 aveva scritto il testo di alcuni racconti di fantascienza per la rivista Oltre il cielo (pubblicati anche in Francia), utilizzando lo pseudonimo Gianni Nebulosa. Questo particolare ambito lo vede autore di colonne sonore di taluni film degli anni '60 e '70.
Negli ultimi anni di vita, Giombini ha riproposto nuovi brani in campo religioso, con testi della poetessa Maddalena Romeo Boni. La morte del compositore non ha consentito di portare a termine il progetto di un nuovo ciclo di salmi, bloccatosi al CD con i primi 25 canti.
Nel 2008 il gruppo rock Gli Illuminati ha inciso l'LP, pubblicato in vinile, Prendi la chitarra e prega (lo stesso titolo di una raccolta di Giombini del 1968), nel quale si ripropongono numerose composizioni religiose di Giombini, tratti dalle messe e dai Salmi.

## Le critiche alla musica liturgica di Giombini
Per l'esuberante vivacità del sound e per l'incisiva espressività dei testi, le canzoni di Giombini sono state maggiormente apprezzate e valorizzate dal mondo giovanile. Hanno invece subìto le critiche, più o meno accese, di quanti rimanevano legati alla tradizione, spesso organisti e direttori di coro. Alcuni affermavano infatti che le composizioni di Giombini non favorivano il raccoglimento e la preghiera, oltre a rivelarsi inappropriate alla solennità del rito. I detrattori più ostili non risparmiarono il ricorso ad argomentazioni moralistiche, approfittando di talune sue colonne sonore per film molto mediocri.
Ancora oggi qualcuno, incluse autorevoli figure del mondo ecclesiale, muove critiche di tale natura.
Emblematiche appaiono le affermazioni di Valentino Miserachs Grau, già preside del Pontificio istituto di musica sacra e Direttore della Cappella musicale liberiana. Così si esprime, riferendosi soprattutto alla musica sacra di Giombini degli anni '60 e '70:
« [...] Erroneamente e ingiustamente tale musica di consumo, inconsistente, insulsa ed effimera, viene detta "popolare", come del resto altrettanto erroneamente vengono chiamati "concerti" quegli schiamazzi, quei frastuoni "sconcertanti" e quelle contorsioni che tanto deliziano oceaniche folle di sprovveduti. È proprio questo falso genere "popolare", imposto dalla forza travolgente dei mezzi di comunicazione al servizio di mercanti senza scrupoli, che ha fatto inaridire le pure sorgenti del canto gregoriano e di quella musica popolare e colta, che costituivano il decoro più bello delle nostre chiese e delle nostre celebrazioni, fomentando nel contempo un astio, un odio addirittura, di indubbia matrice maligna, poiché si verifica all'interno della Chiesa e contro la Chiesa stessa».  In una conferenza tenuta in Messico la critica è ancora più violenta, giungendo ad additare Giombini come ateo.
Don Gilberto Sessantini, organista e direttore dell'Ufficio di Musica Sacra della diocesi di Bergamo, si cimenta invece in una analisi musicologica e teologica sul canto Quando busserò, giungendo a conclusioni fortemente critiche e negative.
Quanto siano articolate, in una certa misura divergenti, le opinioni in materia, emerge eloquentemente dalle dichiarazioni di mons. Vincenzo De Gregorio, consulente nazionale per la musica liturgica nell'Ufficio Liturgico Nazionale della Conferenza Episcopale Italiana, attuale preside del Pontificio Istituto di Musica Sacra (immediato successore del citato Miserach Grau), il quale ha dichiarato, riferendosi direttamente alla Messa dei Giovani di Giombini: «Prima (ossia prima del rinnovamento della musica liturgica, n.d.r.) le messe erano o tutte recitate o tutte cantate, ma cantate solo dal coro, solo da ascoltare. La Messa beat fu una sana apertura, ed era di qualità, il guaio come sempre sono gli epigoni. Anzi, il guaio è la cultura musicale inesistente degli italiani. In questo Paese ormai si canta solo a messa».
Giombini, dal canto suo, amava osservare che nessuno degli oppositori valutò come i suoi canti fossero occasione di gioia per tanti giovani che, cantando a loro modo la gloria di Dio, ebbero sicuramente, come dice San Basilio, «anime e menti illuminate dal Verbo, mentre credevano di ricevere solo piacere dalla musica». Esempio più eclatante è il Gloria di Giombini. Una canzone molto potente per l'epoca che è rimasta nella storia.

## Discografia
- Juanita (canzone tango) di Giombini e Stazzonelli - Zara - 78 giri - Zita
- Invenzioni per orchestra - Radio Eireann Symphony Orchestra, diretta da Carlo Franci - 45 giri - 1958 - Megaphon 58 EP 201
- Eclisse - 45 giri 19??*
- Storia della musica italiana  volume 1° - LP 195? RCA Italiana (dirige l'orchestra che propone alcuni brani di musica rinascimentale)
- Scegli una stella di Giombini e Zampetti - Joe Sentieri - 45 giri - 1959 - Juke Box Records JN1865
- Giombini Orchestra (della collana Jazz in Italy n. 16 - LP? 1961 Cetra EPD53
- Verrò - Cetra 45 giri SP 620 - 1961 (musica: Matteo Marletta - testo: Paolina Morrione - orchestra: Marcello Giombini - canta: Milva)
- Vicino al ciel - Cetra 45 giri SP 620 - 1961 (musica: Matteo Marletta - testo: Paolina Morrione - orchestra: Marcello Giombini - canta: Milva)
- Non uccidere / L'anellino - I Barrittas - 45 giri 1965 Ariel
- Angelo rosso - I Barrittas - 45 giri 1965 Ariel
- Cupidation - The Bumpers - 45 giri 1966 Ariel (reinciso dalla Roman Record Company)
- La messa dei giovani - Angel and the Brains, I Barrittas, The Bumpers - LP 1966 Ariel, reinciso con etichetta Roman Record Company)
- Gloria / Agnus Dei - I Barrittas - 45 giri 1966 Ariel (estratto dall'LP La messa dei giovani)
- Credo / Sanctus - The Bumpers - 45 giri 1966 Ariel (estratto dall'LP La messa dei giovani)
- Graduale / Introito - Angel and the Brains - 45 giri 1966 Ariel (estratto dall'LP La messa dei giovani)
- Cantata dei giovani per la Vergine Maria - Gli Alleluia - LP 1967? DET (reinciso nel 1971 etichetta Amico)
- La messa dei giovani - I Barrittas - LP 1968 Bluebell
- Non uccidere / Introito - I Barrittas - 45 giri 1968 Bluebell (estratto dall'LP La messa dei giovani)
- Sanctus / Agnus Dei - I Barrittas - 45 giri 1968 Bluebell (estratto dall'LP La messa dei giovani)
- The Mass for peace - The Berets (I Barrittas) - LP 1968 Avant Garde. Versione inglese de La messa dei giovani, proposta da I Barrittas per il pubblico USA. Reinciso su CD in Italia nel 2005 dalla Duck Record
- Cantata del Terzo Mondo - Gli Alleluia - LP 1968 PCC
- Buon giorno Maria / Sei tu la madre - Gli Alleluia - 45 giri 196? Edizioni Paoline
- Padre nostro / Noi ti lodiamo - Gli Alleluia - 45 giri 196? Edizioni Paoline
- Trovare un amico significa … - Gli Alleluia - 45 giri 196? Edizioni Paoline
- Camminiamo insieme - Gli Alleluia - 45 giri 196? Edizioni Paoline
- Quanta gente parla parla - Gli Alleluia - 45 giri 196? Edizioni Paoline
- Ogni notte finisce - Gli Alleluia - 45 giri 196? Edizioni Paoline
- Mercato de Porta Portese - 45 giri 196? Pig
- Messa Alleluia - Gli Alleluia (solo voci maschili) - LP 1968 PCC
- Messa Alleluia - tempo di Natale: Signore Pietà, Gloria, Alleluia, Santo, Agnello di Dio, Vieni Gesù, La Messa è finita - Gli Alleluia - doppio 45 giri 1968 PCC
- Messa Alleluia - tempo di Natale: Dall'alto dei cieli / Dio Padre ha parlato - Gli Alleluia - 45 giri 1968 PCC
- Messa Alleluia - Clan Alleluia (voci miste) - LP 1969 PCC
- Io con voi/Anche tu vedrai (Salmi per il nostro tempo 1-20) - Clan Alleluia - LP 1969 PCC
- Il suo cuore/I vecchi amici (Salmi per il nostro tempo 21-40) - Clan Alleluia - LP 1969 PCC
- Non vi conosco tutti/Ora capisco perché (Salmi per il nostro tempo 41-60) - Clan Alleluia - LP 1969 PCC
- Cenacolo M. 503 (brani musicali di compositori vari eseguiti dall'orchestra sinfonica di Roma diretta da Marcello Giombini e Carlo Franci) - LP 196? Cenacolo edizioni fonografiche
- Cenacolo M. 504 (brani musicali di Marcello Giombini ed altri compositori eseguiti dall'Orchestra diretta da Marcello Giombini) - LP 196? Cenacolo
- Cenacolo M. 505 (brani orchestrali di Marcello Giombini, Nazarius, Nagarrito e Orlando eseguiti dall'orchestra sinfonica di Roma diretta da Marcello Giombini)- LP 196? Cenacolo
- Cenacolo M. 506 (brani musicali di compositori vari eseguiti dall'orchestra sinfonica di Roma diretta da Marcello Giombini) - LP 196? Cenacolo edizioni fonografiche
- Io con voi / Se un uomo (da Salmi per il nostro tempo) - Clan Alleluia - 45 giri 1970 PCC
- All'alba / Ho lottato tanto in questo giorno (da Salmi per il nostro tempo) - Clan Alleluia - 45 giri 1970 PCC
- Quando busserò / I cieli cantano (da Salmi per il nostro tempo) - Clan Alleluia - 45 giri 1970 PCC
- Quando ti chiamo rispondimi / Vorrei gridare al mondo (da Salmi per il nostro tempo) - Clan Alleluia - 45 giri 1970 PCC
- Camminerò tra la gente / A te canto (da Salmi per il nostro tempo) - Clan Alleluia - 45 giri 1970 PCC
- È stato bello volare/Sento la tua mano (Salmi per il nostro tempo 61-80) - Clan Alleluia - LP 1970 PCC
- Camminiamo nella speranza (messa) - Clan Alleluia - LP 1970 PCC
- Amarti è una festa/Sei la casa (Salmi per il nostro tempo 81-100) - Clan Alleluia - LP 1970 PCC
- Tu sei ancora tra noi/Le stelle cantano canzoni (Salmi per il nostro tempo 101-120) - Clan Alleluia - LP 1971 PCC
- La strada è lunga/Voglio chiamarti papà (Salmi per il nostro tempo 121-140) - Clan Alleluia - LP 1972 PCC
- Corri, Signore ho bisogno di aiuto/Amen (Salmi per il nostro tempo 141-150 e finale Amen) - Clan Alleluia - LP 1972 PCC
- Non dobbiamo essere tristi come chi non ha speranza - Clan Alleluia - LP 1972 PCC
- Overground - LP 1973 CAM
- Synthomania - LP 1973 CAM
- Da mille strade - Clan Alleluia - LP 1973 PCC
- I semi del futuro - Clan Alleluia - LP 1974 PCC
- Transvitaexpress - LP 1974 PCC
- Messico (brani: Que fiesta amigos! e Vamonos!) - LP 1975 CAM
- Arcangelo Corelli Concerto grosso opera n. 8 / Jean François Dandrieu - 5 Noels - LP 1976 PCC
- Sorriso (raccolta poetica per l'uomo contemporaneo) - LP 1976 King Records
- Terra uguale - LP 1976 PCC
- Pastoral Archeologic old fashion (brani: Ninfe al ruscello e In fondo al bosco) - LP 1977 - CAM
- Io canterò pace (messa) - LP 1977 PCC
- Io Francesco - musicassetta 1978 APES
- Electronic Sound (brano J.R. story) - LP 1980 CAM
- Astromusic Synthesizer n. 5 - LP 1981 Forever Records
- Italian Folk Synthesizer n. 6 - LP 1981 Forever Records
- Mondial Folk Synthesizer (Le Americhe) n. 7 - LP 1982 Forever Records
- Mondial Folk Synthesizer 2 (Europa e Medio Oriente) n. 8 - LP 1982 Forever Records
- Mondial Folk Synthesizer III (Estremo Oriente ed Africa) Far east n. 9 - LP 1982 Forever Records
- Musica Antica / Ancient music (brano: Concertando) - LP 1984 CAM
- Computer Disco - LP 19?? FIRLP 1008
- I adore Commodore - K-Bytes - LP 198? WEP FIRLP 1009
- Cantiamo la Madre di Dio - CD 2000 PCC
- Salmi per il nuovo millennio - Nuovo Clan Alleluia - CD 2000 PCC
- I nuovi salmi di Marcello Giombini - Nuovo Clan Alleluia - CD 2003 LDC
- I canti dell'amore - CD 2004 Fons Musicae
- Prendi la chitarra e prega - complesso Gli Illuminati - LP 2008 Hit Bit
- Lumen gentium - complesso Gli Illuminati - LP 2013 Teen Sound Records

## Colonne sonore (parziale)

### Cinema
- Gli incensurati, regia di Francesco Giaculli (1961)
- America di notte, regia di Carlos Alberto de Souza Barros e Giuseppe Maria Scotese (1961)
- Caccia all'uomo, regia di Riccardo Freda (1961)
- Vulcano, figlio di Giove, regia di Emimmo Salvi (1962)
- Lasciapassare per il morto, regia di Mario Gariazzo (1962)
- Il mondo sulle spiagge, regia di Renzo Rossellini (1962)
- I sette gladiatori, regia di Pedro Lazaga (1962)
- Le 7 fatiche di Alì Babà, regia di Emimmo Salvi (1962)
- La marcia su Roma, regia di Dino Risi (1962)
- Sexy al neon, regia di Ettore Fecchi (1962)
- Le dolci notti, regia di Vinicio Marinucci (1962)
- La belva di Saigon (Der schwarze Panther von Ratana), regia di Jürgen Roland (1963)
- Un marito in condominio, regia di Angelo Dorigo (1963)
- Sexy al neon bis, regia di Ettore Fecchi (1963)
- Le città proibite, regia di  Giuseppe Maria Scotese (1963)
- I piaceri nel mondo, regia di Vinicio Marinucci (1963)
- FBI chiama Istanbul, regia di Emimmo Salvi (1964)
- Una sporca faccenda, regia di Roberto Mauri (1964)
- Il piacere e il mistero, regia di Enzo Peri (1964)
- L'idea fissa, regia di Gianni Puccini e Mino Guerrini (1964)
- Ecco il finimondo, regia di Paolo Nuzzi (1964)
- Il magnifico gladiatore, regia di Alfonso Brescia (1964)
- Follie d'Europa, regia di Libero Bizzarri (1964)
- Su e giù, regia di Mino Guerrini (1965)
- James Tont operazione U.N.O., regia di Bruno Corbucci e Giovanni Grimaldi (1965)
- I quattro inesorabili, regia di Primo Zeglio (1965)
- Per qualche dollaro in meno, regia di Mario Mattoli (1966)
- I coltelli del vendicatore, regia di Mario Bava e Leopoldo Savona (1966)
- Tiro a segno per uccidere (Das Geheimnis der gelben Mönche), regia di Manfred R. Köhler (1966)
- 100.000 dollari per Lassiter, regia di Joaquín Luis Romero Marchent (1966)
- ...4..3..2..1...morte, regia di Primo Zeglio (1967)
- 3 pistole contro Cesare, regia di Enzo Peri (1967)
- Ballata per un pistolero, regia di Alfio Caltabiano (1967)
- Tutto per tutto, regia di Umberto Lenzi (1968)
- Ehi amico... c'è Sabata. Hai chiuso!, regia di Gianfranco Parolini (1969)
- Garringo, regia di Rafael Romero Marchent (1969)
- La legione dei dannati, regia di Umberto Lenzi (1969)
- Zan, re della giungla (Tarzán en la gruta del oro), regia di Manuel Caño (1969)
- Arriva Sabata!, regia di Tulio Demicheli (1970)
- È tornato Sabata... hai chiuso un'altra volta!, regia di Gianfranco Parolini (1971)
- Lo irritarono... e Sartana fece piazza pulita, regia di Rafael Romero Marchent (1971)
- Acquasanta Joe, regia di Mario Gariazzo (1971)
- Un gioco per Eveline, regia di Marcello Avallone (1971)
- Zambo, il dominatore della foresta, regia di Bitto Albertini (1972)
- Il coltello di ghiaccio, regia di Umberto Lenzi (1972)
- Il fiore dai petali d'acciaio, regia di Gianfranco Piccioli (1972)
- Lo credevano uno stinco di santo, regia di Juan Bosch (1972)
- Zelda, regia di Alberto Cavallone (1974)
- L'ossessa, regia di Mario Gariazzo (1974)
- Ondata di piacere, regia di Ruggero Deodato (1975)
- La sanguisuga conduce la danza, regia di Alfredo Rizzo (1975)
- Il mio nome è Scopone e faccio sempre cappotto, regia di Juan Bosch (1975)
- Mandinga, regia di Mario Pinzauti (1976)
- Il compromesso... erotico (Menage a quattro), regia di Sergio Bergonzelli (1976)
- La spiaggia del desiderio, regia di Enzo D'Ambrosio e Humberto Morales (1976)
- Anno zero - Guerra nello spazio, regia di Alfonso Brescia (1977)
- Tomboy - I misteri del sesso, regia di Claudio Racca – documentario (1977)
- Kaput Lager - Gli ultimi giorni delle SS, regia di Luigi Batzella (1977)
- La guerra dei robot, regia di Alfonso Brescia (1978)
- Cosmo 2000 - Battaglie negli spazi stellari, regia di Alfonso Brescia (1978)
- Occhi dalle stelle, regia di Mario Gariazzo (1978)
- Sette uomini d'oro nello spazio, regia di Alfonso Brescia (1979)
- La ragazza del vagone letto, regia di Ferdinando Baldi (1979)
- La bestia nello spazio, regia di Alfonso Brescia (1980)
- La compagna di viaggio, regia di Ferdinando Baldi (1980)
- Antropophagus, regia di Joe D'Amato (1980)
- Le notti erotiche dei morti viventi, regia di Joe D'Amato (1980)
- Orinoco - Prigioniere del sesso, regia di Edoardo Mulargia (1980)
- Bakterion, regia di Tonino Ricci (1982)
- Scoop, regia di Ennio Marzocchini (1982)
- Cannibali domani, regia di Giuseppe Maria Scotese (1983)

## Materiale inedito
Tiziano Tarli riferisce dei seguenti brani, composti da Giombini, preparati per una tournée all'estero dei complessi I Barrittas, Angel and the Brains e The Bumpers, prevista nell'autunno 1966 ma annullata all'ultimo momento per ragioni non chiare (vedi Messa beat):
- Felice è l'uomo (si tratta forse della canzone dall'omonimo titolo inserita nell'LP Cantata per il Terzo Mondo)
- Dio non c'è
- Dio è il mio pastore
- Cantare il Signore
- L'unico Dio
- Non uccidere (si tratta forse della canzone incisa su 45 giri da I Barrittas nel 1965)
- Dio è la verità
- La donna d'altri